# Kowloon City
Kowloon City (chin. trad.: 九龍城區) – jedna z 18 dzielnic Specjalnego Regionu Administracyjnego Hongkong Chińskiej Republiki Ludowej. 
Dzielnica położona jest w centralnej części regionu Koulun. Powierzchnia dzielnicy wynosi 9,97 km², liczba mieszkańców według danych z 2006 roku 362 501, co przekłada się na gęstość zaludnienia wynoszącą 36 178 os./km².